# صباغ ضوئي

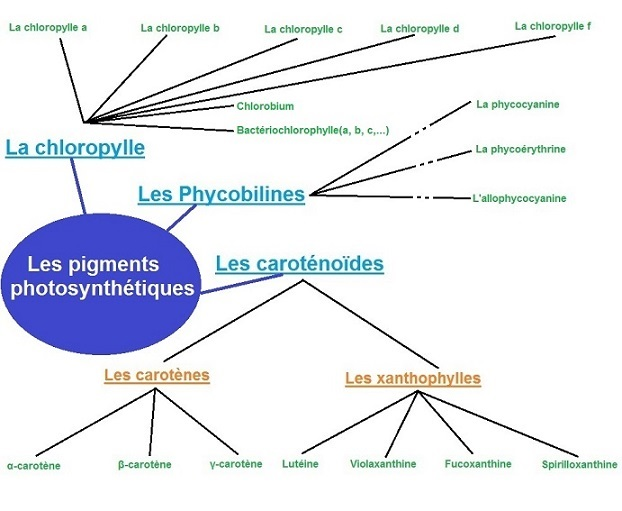

الخضاب الضوئي أو الصباغ الضوئي (بالإنجليزية: Biological pigment)‏، هو خضاب 
موجود في البلاستيدات الخضراء أو البكتريا الضوئية، ويلتقط طاقة الضوء الضرورية لعملية التمثيل الضوئي، حيث يمتص الضوء بكفاءة في 400 إلى 700 نانومتر.